# Erdős József (lelkész)
Erdős József (Szatmárnémeti, 1856. augusztus 31. – Debrecen, 1946. december 12.) református lelkész, teológus, egyetemi tanár.

## Életútja
A középiskolát Szatmárt és Debrecenben, a bölcseleti és hittanfolyamot az utóbbi helyen és Bécsben végezte. A gyakorlati egyházi élet tanulmányozása végett félévet Németországban, főleg Elberfeldben töltött. Segédlelkész volt Révész Bálint tiszántúli református püspök mellett 1880. februártól 1881. júniusig; ez idő közben letette a vizsgálatokat, mire a pancsovai magyar és német ajkú református gyülekezet lelkészeül hivatott meg, ahol 1881. júliustól 1884. augusztusig működött, a Hertelendy-falván és szomszédos telepeken letelepített református csángók lelki gondozását is teljesítvén. 1884. augusztus 22-én lelkésszé avattatott föl Debrecenben; ugyanez év július 20-án az ujsóvéi német református egyház megválasztotta rendes lelkészének; itt a magyar nyelv terjesztése érdekében is működött. 1888. szeptember kezdetén a tiszántúli református egyházkerület debreceni főiskolájában az új szövetségi exegesis és vallásbölcselet teológiai tanszékét foglalta el, mint rendes tanár. A bécsi császári és királyi evangélikus theológiai fakultás 1888. április 9-én teológiai licenciátusi és 1891. március 1-jén teológiai doktori ranggal tüntette ki. 1914 és 1928 között egyetemi tanár volt Debrecenben.
Több teológiai és pedagógiai kérdésről írt a Protestáns Egyházi és Iskolai Lapba (1885–86. Egyházi levéltáraink és a monographiák sat.), megjelent tőle a Péter apostol első és második levelének magyarázata a Garzóféle vállalatban (Gyoma 1883–85), a Zahn-féle Abrissben (Stuttgart, 1888) a magyarországi rész; a debreczeni akadémiai Évkönyvben (1889. Pál apostol élete és theologiája); a Brieger-féle egyháztörténelmi analektákban közli a magyarországi mindkét hitvallású prot. egyház alkotmányának történetét és jelenlegi szervezetének ismertetését. Tagja a Károliféle bibliafordítás revisiójával foglalkozó bizottságnak.

## Munkái
- Zwingli Ulrik élete és reformátori működése főbb vonalokban. Debreczen, 1884.
- A heidelbergi káté, ford. és bevezetve. Lugos 1884. (Több kiadása.)
- Az ujsovéi ev. reform. egyház multja és jelene. Egyházrajz levéltári adatok nyomán. Budapest, 1885.
- Az anyaszentegyház előljáróinak hivatása. Lelkészavatási egyházi beszéd. Kecskemét, 1886. (Különnyomat a Prot. Pap-ból.)
- A vallásbölcsészet problémái és a biblia. Debreczen, 1889. (Ism. Prot. Egyh. és Isk. Lap 1890.)
- Biblisch-theologische analyse des Römerbriefs. Amsterdam, 1891.
- Az újszövetségi kánon görög szövegéről (Bp., 1905)
- Az újszövetségi kánon fordításairól (Bp., 1906)
- Újszövetségi bevezetés (Pápa, 1911, Református Egyházi Könyvtár-sorozat)
- A reformáció és tudomány (Debrecen, 1917)